# Тондёр, Александр
Александр Тондёр (17 июля 1829, Берлин — 21 июля 1905, там же) — немецкий скульптор.

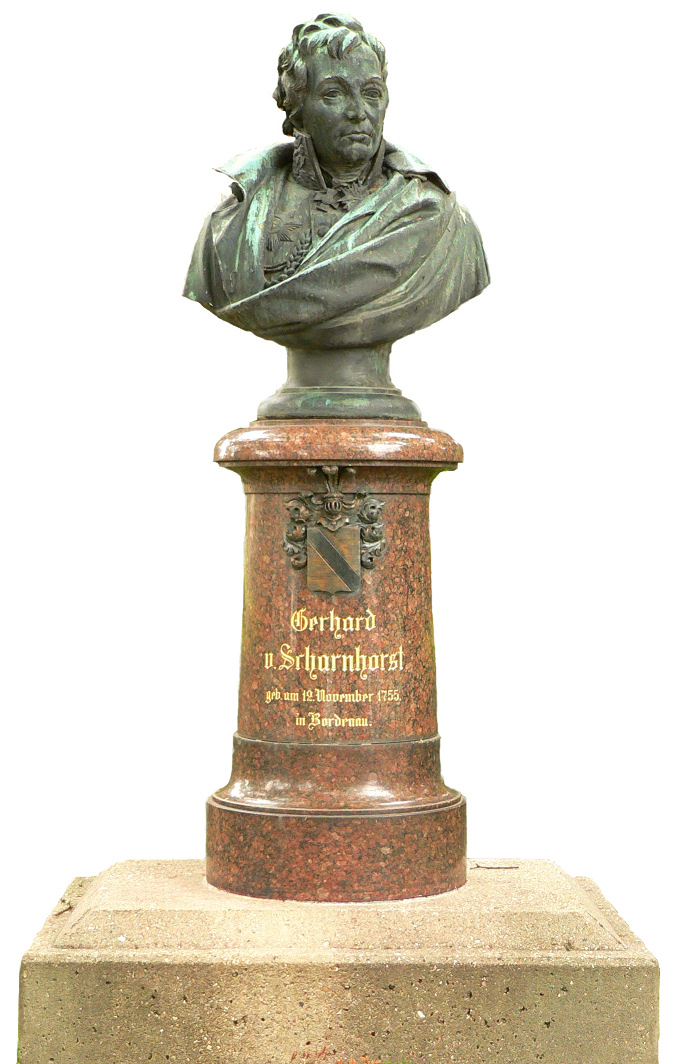
Памятник Герхарду Шарнхорсту в г. Нойштадт-ам-Рюбенберге, 1905 г.

С 1848 года был студентом Берлинской академии искусств, впоследствии учился у Густава Блезера. С 1852 по 1854 год жил в Вене, где обучался в местной академии искусств, затем переехал в Париж, в 1856 году в Рим. В этом городе он создал своё первое крупное произведение — группу «Раненая Венера, уносимая Иридой на Олимп», а также другую мраморную группу, «Материнская любовь» (для прусского короля). В 1858 году вернулся в Берлин, где стал специализироваться на мифологической и аллегорической скульптуре и в скором времени получил широкую известность и репутацию талантливого мастера; его фигуры оценивались как благородные по постановке и красивые по форме. В 1892 году стал профессором Берлинской академии.
Главные работы: «Боруссия, с четырьмя олицетворениями главных прусских рек» (группа для украшения фонтана), декоративные аллегорические фигуры «Весна», «Лето» и «Осень», большие статуи «Гамбург» и «Лейпциг» (были установлены на боковых флигелях берлинской биржи), «День», «Ночь», «Пан, напавший на нимфу, пришедшую к источнику за водою» (фонтанная группа в вилле Равенѐ, в Моабите), бронзовые статуи Бюлова и Блюхера у пьедестала кельнской конной статуи Фридриху-Вильгельму III скульптора Блезера и памятник императору Вильгельму I в Пулице. Им было выполнено, кроме того, множество портретных бюстов.